# 芦原すなお
芦原 すなお（あしはら すなお、1949年9月13日 -）は、日本の作家。本名 蔦原 直昭（つたはら なおあき）。

## 来歴・人物
香川県観音寺市出身。香川県立観音寺第一高等学校、早稲田大学第一文学部独文科卒業。
小学校の教員をしていた実父が、子供たちのために買ってくれた世界少年少女文学全集が文学に親しむきっかけとなった。小、中学で全巻を読破する。物語一つ一つがおもしろくて、まるで魔法にかけられたかのようだった。いずれ自分も魔法を使う側になりたい、そのうちいつか自分も物語を書くだろうと思っていたという。大学もすんなり文学部を選び、早稲田大学第一文学部に進んだ。
早稲田大学大学院博士課程中退後、帝京短期大学講師を務める傍ら執筆活動を行う。1979年（昭和54年）、大学時代同じクラスだった村上春樹が『風の歌を聴け』で「群像新人文学賞」をとったという記事を新聞で読み、同作品に大きな衝撃を受ける。そして漠然と小説を書きたいとの思いから本腰を入れて書き始める転機となった。
真剣に打ち込んで書いた最初の作品は、5年をかけて900枚余りの長篇となる。原稿を以前アルバイトをした時に知り合った編集者に読んでもらい、1986年（昭和61年）処女作『スサノオ自伝』は、集英社から刊行された。
そして二作目の小説『青春デンデケデケデケ』も2年をかけて書き800枚弱の長編となり、1991年（平成3年）1月、河出書房新社より刊行された。一作目の時と違う気持ちがあり、「できるだけ多くの人に読んでもらいたい」と考えて河出書房新社の「文藝賞」に応募する。応募規定は原稿用紙400枚以内であったため、それに合わせて修正が施された。
同作品は、1990年（平成2年）第27回文藝賞、1991年（平成3年）初ノミネートで第105回直木三十五賞（直木賞）を受賞。翌年1992年（平成4年）同名にて大林宣彦の監督で映画化され、原作通りに香川県観音寺市を舞台に撮影が行われた。
1995年（平成7年）連作短編小説『松ヶ枝町サーガ』が、NHKでドラマ化された。四国の海辺の架空の町を舞台に昭和30年代の少年の日常を人情味豊かに描いた作品である。
2007年（平成19年）から1年間、実母を主人公のモデルとした、小説『野に咲け、あざみ』を故郷の四国新聞に連載。実母は、新体操の指導者として観音寺第一高校新体操部を全国優勝に7回（高校総体5回、国体2回）導いた経歴を持つ。

## 顕彰
- 2005年（平成17年） - 香川県観音寺市名誉市民[7]

## 作品リスト

### 単行本
ミミズクとオリーブシリーズ
- 『ミミズクとオリーブ』 文藝春秋、1996年4月 / 創元推理文庫、2000年10月
  - 収録作品：ミミズクとオリーブ / 紅い珊瑚の耳飾り / おとといのおとふ / 梅見月 / 姫鏡台 / 寿留女 / ずずばな
- 『嫁洗い池』文藝春秋、1998年3月  / 創元推理文庫、2003年5月
  - 収録作品：娘たち / まだらの猫 / 九寸五分 / ホームカミング / シンデレラの花 / 嫁洗い池
- 『わが身世にふる、じじわかし』創元推理文庫、2007年1月
  - 収録作品：ト・アペイロン / NY・アップル / わが身世にふる、じじわかし / いないいないばあ / 薄明の王子 / さみだれ

その他
- 『スサノオ自伝』集英社、1986年12月 / 集英社文庫、1996年12月
- 『青春デンデケデケデケ』河出書房新社、1991年1月 / 河出文庫、1992年10月 - 第105回直木賞受賞。
- 『山桃寺まえみち』河出書房新社、1993年2月  / PHP文芸文庫、2012年6月
- 『松ヶ枝町サーガ』文藝春秋、1993年7月 / 文春文庫、1999年2月
- 『たらちね日記』河出書房新社、1995年2月
- 『ルフラン』実業之日本社、1995年3月 / 小学館文庫、 1999年3月 
  - 収録作品：アザレ・サンセリテ / バグ・フィーバー / ポプリ / ホワイト・ホース / ヴィジョン / グリーン・アイズ / ルフラン / レストロ・アルモニコ
- 『私家版 青春デンデケデケデケ』作品社、1995年4月  / 角川文庫、1998年7月  / 作品社（新装版）、2021年10月
- 『芦原すなおのビートルズ巡礼』文藝春秋、1995年6月
  - 収録作品：いざ、美しの英国へ / アビーロードで「ムーヴ・アワイ！」 / 八王子とジョンの家 / リヴァプールの楽器屋さん / 聖ジョン生誕日 / マジカル・ヒストリー・ツアー / 世界でもっとも罪深い一マイル / ハンブルクの舞姫
- 『官能記』角川書店、1996年3月 / 角川文庫、1999年8月
- 『東京シック・ブルース』 集英社、1996年9月 / 集英社文庫、2000年11月
- 『ブルーフォックス・パラドックス』毎日新聞社、1997年3月
- 『雨鶏』角川書店、1997年6月 / ヴィレッジブックス、2006年3月
  - 収録作品：壁の花 / エキストラ / 雨鶏 / バーミリオン捕囚 / 闇ポトフ / フリューリング / 偏屈王 / ラス前 / ラルゲット・グラツィオーソ（ゆったり優美に）
  - 【改題】『山越くんの貧乏叙事詩』ポプラ社〈ポプラ文庫〉、2013年12月 - 「あとがきに代えて～ダルタニャンたち」増補収録。
- 『ドッペル』河出書房新社、1997年12月
- 『さんじらこ』毎日新聞社、1998年2月 - 毎日新聞に連載。
- 『新・夢十夜』実業之日本社、1999年2月  / 創元推理文庫、2007年5月
  - 収録作品：時の小鳥 / 水車（みずぐるま） / いきどまり / 野ばら / てんまる / 初夢 / 猫回し / おむかえ / さつき闇 / ぎんなん
- 『月夜の晩に火事がいて』マガジンハウス、1999年5月 / 創元推理文庫、2005年1月
- 『ハート・オブ・スティール』小学館、2000年7月
  - 収録作品：雪のマズルカ / 氷の炎 / アウト・オブ・ノーウェア / ショウダウン
  - 【改題】『雪のマズルカ』創元推理文庫、2005年10月
- 『オカメインコに雨坊主』文藝春秋、2000年8月 / ポプラ文庫ピュアフル、2009年11月
  - 収録作品：オカメインコ / やまざくら / 雨坊主 / ほおずき / ねえや / ブランコ / ミーコ
- 『わるすんぼ』佼成出版社、2002年4月 - 児童向け作品。絵：山本祐司
- 『海辺の博覧会』ポプラ社、2007年8月 / ポプラ文庫、2010年8月
  - 収録作品：海辺の博覧会 / へび祭り / 青いことり / 子ども競馬 / 選挙犬 / ごきげんよう / あれーじょお！
- 『カワセミの森で』理論社、2007年5月 / PHP文芸文庫、2013年2月 - 「山桃寺まえみち」の姉妹編。
- 『ユングフラウ』東京創元社、2008年1月
- 『野に咲け、あざみ』作品社、2008年10月 - 四国新聞に連載。
- 『猫とアリス』創元推理文庫、2015年2月 
  - 収録作品：青蛇 / クリスクロス（いきちがい）・六本木 / 猫とアリス / ディオニュソスの館 / 無間奈落
- 『恐怖の緑魔帝王 みんなの少年探偵団』ポプラ社、2015年3月 / ポプラ文庫、2017年6月
- 『ハムレット殺人事件』創元クライム・クラブ、2019年3月
- 『デンデケ・アンコール :ロックを再び見出し、ロックに再び見出された者たちの物語』作品社、2021年10月
  - 『青春デンデケデケデケ』の続編。

### アンソロジー
「」内が芦原すなおの作品
- ザ・ベストミステリーズ 2000 推理小説年鑑（2000年6月 講談社）「雪のマズルカ」
  - 【分冊・改題】嘘つきは殺人のはじまり ミステリー傑作選43（2003年9月 講談社文庫）
- 告白。（2006年9月 ピュアフル文庫）「木霊」
- もうひとつの夏休み（2008年7月 ピュアフル文庫）「東京シックスティーン」
- Heart beat 青春音楽小説アンソロジー（2008年11月 ジャイブ）「アルゴー号の勇者たち～短い叙事詩～」
  - 【改題】ポリリズム 音楽小説コレクション（2010年11月 ポプラ文庫ピュアフル）
- 夜更けのおつまみ（2020年3月 ポプラ文庫）※エッセイアンソロジー「イリコのてんぷら」

## 映像化
映画
- 青春デンデケデケデケ （1992年10月 / 東映 / 大林宣彦監督）

テレビ
- 松ヶ枝町サーガ （1995年10月15日～11月5日 / 全4回 / NHK-BS2 / 中原俊演出）[8]